# Втеча Кінг-Конга
«Втеча Кінг-Конга» (яп. キングコングの逆襲, кінґу конґу но ґякушу) — японський фантастичний кайдзю-фільм 1967 року режисера Ісіро Хонди. Продюсерами фільму були Томоюкі Танака та Артур Ранкін молодший. Фільм був створений Toho спільно з Rankin/Bass. Це четвертий фільм про Кінг-Конга та перший про Горозавра. Фільм заснований на мультсеріалі «Шоу Кінг-Конга». У японському кінопрокаті фільм вийшов 22 липня 1967 року, а в американському  — 19 червня 1968 року.

## Сюжет
На початку фільму злий вчений доктор Ху на своїй базі на Північному полюсі створює Механі-Конга для того, щоб добути високорадіоактивний елемент Ікс. Механі-Конг починає добувати його, але через радіацію робот вимикається. Мадам Піранья, яка фінансує роботи доктора Ху, хоче, щоб він взяв під контроль Кінг-Конга і змусив його викопувати елемент Ікс.
Тим часом підводний човен, яким керує Карл Нельсон, прибуває на острів Мондо, на якому живе Кінг-Конг. Гігантський нащадок аллозавра Горозавр ледь не з'їдає лейтенанта С'юзен Вотсон, але його вбиває Кінг-Конг, який закохується в С'юзен. Він переслідує екіпаж до субмарини, але після вмовлянь С'юзен залишається на острові.
Згодом доктор Ху прилітає на острів Мондо і викрадає Конга. Уже в своїй базі на Північному полюсі він гіпнотизує Конга та змушує його добувати елемент Ікс. Однак Конг виходить з-під контролю через проблеми обладнання, за допомогою якого Ху контролював його. Ху вирішує викрасти С'юзен Вотсон, оскільки лише вона може контролювати Конга.
Доктор Ху викрадає Карла Нельсона, Дзіно Номуру та С'юзен Вотсоні хоче, щоб вони допомогли контролювати Конга. Вони не погоджуються, і їх замикають у в'язниці. Конг втікає, і пливе до Токіо, а мадам Піранья звільняє Карла Нельсона, Дзіно Номуру та С'юзен Вотсон. Доктор Ху випускає Механі-Конга. Кінг-Конг та Механі-Конг залазять на Токійську телевежу та б'ються. Кінг-Конг ламає Механі-Конга, а пізніше топить човен доктора Ху. Він прощається зі С'юзен і повертається на острів Мондо.

## Кайдзю
- Кінг-Конг
- Механі-Конг
- Горозавр
- Морський змій

## В ролях
- Родес Рісон — Карл Нельсон (актор озвучення — Кей Тагучі)
- Акіра Такарада — Дзіро Номура
- Лінда Джо Міллер — С'юзен Вотсон (актор озвучення — Акіко Сантоу)
- Хідейо Амамото — доктор Ху
- Міє Хама — мадам Піранья
- Йошіфіму Тадзіма — шеф
- Надао Кіріно — асистент доктора Ху, робітник доктора Ху
- Шоічі Хіросе, Тору Ібукі, Сусуму Куробе, Сачіо Сакаі, Казуо Сузукі, Йошіфумі Тадзіма — робітники доктора Ху
- Ендрю Х'юджес — журналіст з США
- Рюдзі Кіта — офіцер поліції
- Масаакі Тачібана — солдат JSDF
- Ікіо Савамура — житель острова Мондо
- Ясухіса Тсутсумі — генерал
- Осман Юсуф — матрос на субмарині
- Харуо Накадзіма — Кінг-Конг
- Ю Секіда — Механі-Конг, Горозавр

## В інших країнах
У США фільм вийшов у кінопрокаті в червні 1968 року. В Америці фільм отримав змішані, але в основному позитивні відгуки від критиків.

## Альтернативні назви
- Кінг-Конг: Син Франкенштейна (Німеччина);
- Помста Кінг-Конга (Бельгія);
- Кінг-Конг: Гігант лісу (Італія);
- Гнів чудовиськ (Туреччина);
- Повернення Кінг-Конга (Мексика);
- Кінг-Конг на Острові Терору (Фінляндія);
- Кінг-Конг на терористичному острові (Швеція).

## Цікаві факти
- Битва Кінг-Конга з Горозавром, в ході якої він ламає йому щелепу, є відсиланням на битву Кінг-Конга з Тиранозавром у фільмі 1933 року.
- Незважаючи на те, що події цього фільму відбуваються в тій ж самій послідовності, що й події фільму «Кінг-Конг проти Ґодзілли», «Втеча Кінг-Конга» не є продовженням цього фільму, а Кінг-Конг з фільму «Втеча Кінг-Конга» не є тією ж істотою з фільму «Кінг-Конг проти Ґодзілли» і нижчий за Кінг-Конга з фільму «Кінг-Конг проти Ґодзілли» приблизно в 2 рази.